# 城 (行政区画)
城（ベトナム語: Thành）は、ベトナムの西山朝と初期の阮朝とに存在した超広域の地方行政区画である。広域行政区画である鎮・府のさらに上に置かれた。

## 歴史
西山朝の阮恵は後黎朝を倒した後、南の和義府（クアンガイ省）から北の諒山鎮（ランソン省）までの広大な国土を支配した。阮恵は阮主の旧都である富春京（現在のフエ）に首都を置き、𤅷江（ジャン川）以南の阮主の領土を直接支配する一方、後黎朝の首都の昇龍奉天府（現在のハノイ）には北城を置き、𤅷江以北の領土を管理するため皇族から任命した総鎮を置いた。
嘉隆元年（1802年）、阮福映は西山朝を倒して阮朝を建てた。北城は残したが、横山以南、𤅷江以北の清華鎮と永安鎮を直轄領とした。
嘉隆7年（1808年）、嘉定鎮が嘉定城（現在のホーチミン市）に改められ、重臣を任命して南部地域を管理させた。
明命年間、悦郡公黎文悦と質郡公黎宗質は嘉定城と北城の総鎮を務め、南北の軍政を掌握し、明命帝の皇権を脅かした。そこで明命帝は行政区画を再編して、北城と嘉定城の二つの行政単位を廃止した。
明命12年（1831年）、明命帝は承天府（トゥアティエン＝フエ省）以北の諸鎮を省に改め、北城を廃止した。明命13年（1832年）、承天府以南の諸鎮を省に改め、嘉定城を廃止した。
明命15年（1834年）、明命帝は大将張明講を派遣して高綿（カンボジア）を支配し、高綿に鎮西城を置いて、高綿全域の33府2県を管轄した。明命21年（1840年）に高綿の国号を廃止し、高綿全域を改土帰流させて、10府23県を設置して鎮西城の管轄下に置いた。しかし、高綿人はベトナムの支配を受け入れようとせず、ベトナム人官吏に反抗し、ベトナム軍を襲撃し続けた。紹治年間、阮朝は高綿人の反抗に耐えかねて、鎮西城の諸府県を放棄した。

## 管轄区域
- 北城：西山朝では13鎮を管轄。阮朝では11鎮に改められた。
- 嘉定城：5鎮を管轄。
- 鎮西城：10府を管轄。